# Ford Ranger
A Ranger é uma picape média da Ford. No Brasil teve sua estreia no ano de 1994 de segunda geração do modelo, isto é, está a no mercado desde a metade da década de 90. Existiu também uma versão fabricada pela  Mazda como serie "B" Mazda B-Series.
Sua jornada teve início nos anos 80, quando surgiu como uma picape compacta ou média na América do Norte, sendo lançada em 1982 para o ano modelo de 1983. Mais tarde expandiu para vários países da América do Sul.
Esta camionete é fabricada nos Estados Unidos para o mercado  norte-americano, e também fabricado na Argentina na fábrica da Ford em General Pacheco para os mercados latino-americano da Argentina, Brasil, Chile, Peru  e México, entre outros.
No Brasil, tem como concorrente a picape, também veterana, Chevrolet S-10, praticamente com a mesma idade, e as outras Mitsubishi L200, Volkswagen Amarok, Toyota Hilux e Nissan Frontier no mercado de picapes leves.
A penúltima atualização da Ranger, no Brasil, se deu no segundo semestre do ano de 2012, deixando-a muito mais moderna do que a geração anterior e, com a adoção do câmbio automático, para concorrer diretamente com Volkswagen Amarok, Chevrolet S-10, Nissan Frontier e Toyota Hilux.
A mais recente versão é a Ranger 2024. A quinta geração da Ford Ranger oferece o motor 2.0 turbodiesel com 170 cavalos de potência. Com este modelo a Ford promete estabelecer um novo padrão no segmento de picapes médias, combinando desempenho robusto com luxo e tecnologia.

## Versões disponíveis no Brasil

### Cabine Simples
- Ford Ranger 4.0L XL
- Ford Ranger Duratec 2.3L XLS 4x2
- Ford Ranger Power Stroke 3.0L Electronic XLS 4x2 e 4x4
- Ford Ranger Power Stroke 3.0L Electronic XL 4x2 e 4x4
- Ford Ranger Sport Duratec 2.3L XLS 4x2
- Ford Ranger Duratec 2.5L XLS 4x2

### Cabine Dupla
- Ford Ranger Duratec 2.3L XLS 4x2
- Ford Ranger Duratec 2.3L XLT 4x2
- Ford Ranger Duratec 2.3L LTD 4x2
- Ford Ranger Power Stroke 3.0L Electronic XLS 4x2
- Ford Ranger Power Stroke 3.0L Electronic XLT 4x2
- Ford Ranger Power Stroke 3.0L Electronic XLS 4x4
- Ford Ranger Power Stroke 3.0L Electronic XLT 4x4
- Ford Ranger Power Stroke 3.0L Electronic LTD 4x4
- Ford Ranger Duratec 2.5L XLS Flex 4x2
- Ford Ranger Duratec 2.5L XLT Flex 4x2
- Ford Ranger Duratec 2.5L LTD Flex 4x2
- Ford Ranger Duratorq Diesel 3.2L XLS 4x4
- Ford Ranger Duratorq Diesel 3.2L XLT 4x4
- Ford Ranger Duratorq Diesel 3.2L LTD 4x4

### Cores disponíveis

#### Sólidas
- Branco Ártico
- Vermelho Bari

#### Metálicas
- Prata Geada
- Prata Atenas

#### Personalizadas
- Cinza Ubatuba
- Azul Mônaco
- Preto Gales
- Azul Aurora
- Cinza Novara

## Galeria
- Primeira geração (1983-1992)
- Segunda geração (1993-1997)
- Terceira geração (1998-2012)
- Quarta geração (2019-2023)
- Quinta geração (2024-atualmente)